# Manuela Henkel
Manuela Henkel (n. 4 decembrie 1974, Neuhaus am Rennweg, Republica Democrată Germană, Germania) este o schioară de fond ce a reprezentat Germania, medaliată olimpică. A participat la 3 ediții ale Jocurilor Olimpice (1998, 2002, 2006) în care a câștigat o medalie de aur.